# Museu da Bicicleta de Joinville
O Museu da Bicicleta de Joinville (MUBI) é um museu brasileiro localizado no município de Joinville (SC), sob a gestão da Fundação Cultural de Joinville, órgão gestor da prefeitura municipal.
O acervo do museu, fundado em 2000, é composto por mais de 16 mil itens variados entre bicicletas, peças; acessórios; posters, fotografias, catálogos; objetos de arte, bicicletas exóticas e um modelo exclusivo de andar na linha do trem (bitola métrica); selos; cartões telefônicos, etc. O museu, que passou por diversas reformas, reabriu em julho de 2008 e está localizado na Praça Monte Castelo s/n°, Estação Ferroviária de Joinville, Bairro Anita Garibaldi, Zona Sul da cidade.

## Acontecimentos
Em 27 de dezembro de 2016, o Museu da Bicicleta foi fechado, devido aos estragos causados pelas chuvas fortes que atingiram Joinville. Entretanto, reabriu ao público em janeiro do ano seguinte, não apresentando danos a seu acervo.
Em março de 2017 o museu voltou a fechar as portas, por conta de supostas queixas e cobranças do Ministério Público em relação ao mantimento do acervo particular em espaços públicos. No geral, o museu costuma receber aproximadamente 1,5 mil visitantes por mês. 